# Simeón Bekbulátovich
Simeón Bekbulátovich, en ruso Симеóн Бекбулáтович (? - 5 de enero de 1616), Jan Tártaro descendiente de Genghis Khan, que sirvió brevemente como gobernante de Rusia de 1575 a 1576. nombrado por Iván IV de Rusia Gran Príncipe de Toda Rusia desde 1575 a 1576 (durante once meses).
Nacido en una familia musulmana, sirvió como kan del Kanato de Qasim, antes de convertirse al cristianismo y acudir en ayuda de Iván IV de Rusia.
El año 1574, durante el período de la Opríchnina, Iván el Terrible deja Moscú después de ejecutar a numerosos Boyardos y se retira en su palacio de Aleksándrov.
Durante este tiempo nombró a Simeón Bekbulátovich como Soberano de Todas las Rusias, pero dos años más tarde retomó su título y nombró a Simeón Gran Príncipe de Tver y Torzhok, dándole como esposa a una prima suya. Durante su período de gobierno participó en la Guerra Livona.
Más tarde, en 1598, el nuevo Zar de Rusia, Borís Godunov, lo expulsa de la corte por sospechas de conspiración y su sucesor Dimitri I «El Falso», con aún más motivos para proteger su trono, lo encarcela en el Monasterio de Kirillo-Belozerski, donde muere el año 1616.
- Datos: Q336544
- Multimedia: Simeon Bekbulatovich / Q336544